# Ferrocarril del Úlster
El Ferrocarril del Úlster (en inglés Ulster Railway, abreviado como UR) era una compañía ferroviaria que operaba en el norte de la isla de Irlanda. La compañía se fundó en 1836 y se fusionó con otras dos compañías ferroviarias en 1876 para formar el Ferrocarril del Gran Norte (Irlanda).

## Historia

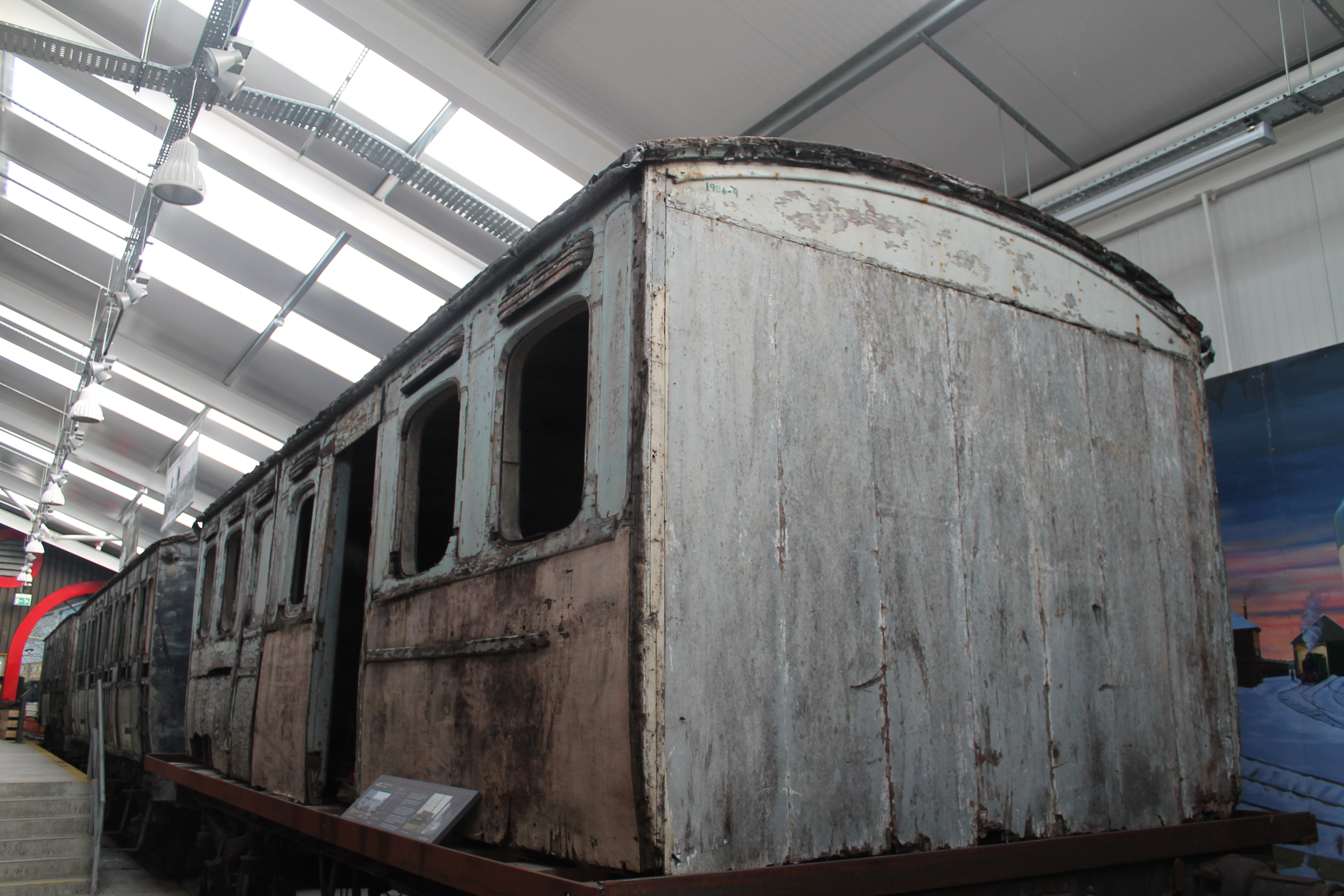
Coche N.º 33 de 1862

El Ferrocarril del Úlster fue autorizado por una ley del Parlamento del Reino Unido en 1836 y la construcción comenzó en marzo de 1837.
Las primeras 8 millas (12,9 km) de la línea, entre la Estación de Belfast Great Victoria Street y la de Lisburn, se completaron en agosto de 1839 con un costo de 107.000 libras. La línea se amplió por etapas, abriéndose hasta Lurgan en 1841, Portadown en 1842, y Armagh en 1848.
En 1836, una Comisión de Ferrocarriles recomendó que los ferrocarriles en Irlanda se construyeran con un ancho de vía de 6 pies 2 plg (1880 mm) (técnicamente, un ferrocarril de vía ancha). El Ferrocarril del Úlster cumplió con esta recomendación, pero el Ferrocarril de Dublín y Drogheda (D&D) no lo hizo. Para que Dublín y Belfast estuvieran conectados sin un transbordo debido al cambio de ancho, en 1846 el Parlamento del Reino Unido aprobó una Ley adoptando un ancho de compromiso de 5 pies 3 plg (1600 mm) para Irlanda, al que luego se volvió a ajustar la vía del Ferrocarril del Úlster.
Poco después se reanudó la expansión del Ferrocarril del Úlster, llegando a Monaghan en 1858, a Smithborough en 1862, y a Clones para conectar con el Ferrocarril de Dundalk y Enniskillen (posteriormente el Ferrocarril de Irlanda del Noroeste (INW)), en 1863.
El Ferrocarril de Dublín y Belfast Junction (D&BJ) entre Drogheda y Portadown se completó en 1853, conectando el D&D con el Ferrocarril del Úlster, completando a su vez la línea principal entre Dublín y Belfast.
El Ferrocarril del Úlster operó tres líneas que permanecieron siendo propiedad de compañías separadas: el Ferrocarril de Portadown, Dungannon y Omagh Junction (PD&O), el Ferrocarril de Banbridge, Lisburn y Belfast (BLBR) y el Ferrocarril de Dublín y Antrim Junction (D&AJR). El PD&O alcanzó Dungannon en 1858 y Omagh en 1861, y el contratista, William Dargan, cedió la línea al Ferrocarril del Úlster mediante un contrato de arrendamiento de 999 años de duración en 1860. El BLBR abrió entre Knockmore Junction y Banbridge en 1863, y entre D&Amore Junction y Antrim en 1871.
En 1876, la compañía se fusionó con el Ferrocarril de Irlanda del Noroeste (INW) y con el Ferrocarril del Norte de Irlanda (formado a su vez por la fusión del D&D y del D&BJ el año anterior) para formar el Ferrocarril del Gran Norte (Irlanda) (GNR).

## Material preservado
Se ha conservado un ejemplo de material rodante del Ferrocarril del Úlster, la carrocería del coche N.º 33, construida como berlina familiar en 1862 y retirada en la década de 1920 tras pasar a manos del GNR. Se puede ver en el Ferrocarril de Downpatrick y County Down. Se exhibe en la Galería del Ferrocarril de la compañía, donde estaba pendiente de ser restaurado.